# امیرحسین فضلی
امیرحسین فضلی یک وزنه‌بردار اهل ایران است.

## افتخارات
- کسب مقام قهرمانی و نشان طلای دسته ۱۰۵+ کیلوگرم به همراه عنوان قهرمانی تیمی در رقابت‌های قهرمانی جوانان آسیا به میزبانی توکیو ژاپن.[۱]